# Cristian Moya
Cristian Moya (Turbo, Antioquia, Colombia; 2 de marzo de 1998), es un futbolista colombiano que juega de defensa y actualmente es agente libre.

## Clubes
| Club                         | País     | Temporadas  |
| ---------------------------- | -------- | ----------- |
| Atlético Nacional            | Colombia | 2016 - 2017 |
| Real San Andrés (Cesión)     | Colombia | 2018        |
| Atlético Nacional            | Colombia | 2019        |
| Valledupar F.C. (Cesión)     | Colombia | 2020 - 2021 |
| Jaguares de Córdoba (Cesión) | Colombia | 2022        |
| Deportes Quindío             | Colombia | 2023        |

## Estadísticas
Actualizado al último partido disputado el 14 de octubre de 2019.
| Club                         | Div                 | Temporada           | Liga  | Liga  | Copa Nacional | Copa Nacional | Copa Internacional | Copa Internacional | Total | Total |
| Club                         | Div                 | Temporada           | Part. | Goles | Part.         | Goles         | Part.              | Goles              | Part. | Goles |
| ---------------------------- | ------------------- | ------------------- | ----- | ----- | ------------- | ------------- | ------------------ | ------------------ | ----- | ----- |
| Atlético Nacional · Colombia | 1ª                  | 2016                | 3     | 1     | 0             | 0             | -                  | -                  | 3     | 1     |
| Atlético Nacional · Colombia | 1ª                  | 2017                | 1     | 0     | 0             | 0             | -                  | -                  | 1     | 0     |
| Atlético Nacional · Colombia | Total               | Total               | 4     | 1     | 0             | 0             | -                  | -                  | 4     | 1     |
| Real San Andrés · Colombia   | 2ª                  | 2018                | 1     | 0     | 0             | 0             | -                  | -                  | 1     | 0     |
| Real San Andrés · Colombia   | Total               | Total               | 1     | 0     | 0             | 0             | -                  | -                  | 1     | 0     |
| Atlético Nacional · Colombia | 1ª                  | 2019                | 10    | 0     | 1             | 0             | 1                  | 0                  | 12    | 0     |
| Atlético Nacional · Colombia | Total               | Total               | 10    | 0     | 1             | 0             | 1                  | 0                  | 12    | 0     |
| Total en su carrera          | Total en su carrera | Total en su carrera | 15    | 1     | 1             | 0             | 1                  | 0                  | 17    | 1     |

## Palmarés

### Torneos nacionales
| Títulos         | Club              | País     | Año  |
| --------------- | ----------------- | -------- | ---- |
| Torneo Apertura | Atlético Nacional | Colombia | 2017 |